# Glypta diversipes
Glypta diversipes là một loài tò vò trong họ Ichneumonidae.